# Bye Bye Braverman
Bye Bye Braverman is een Amerikaanse filmkomedie uit 1968 onder regie van Sidney Lumet.

## Verhaal
Wanneer de auteur Braverman sterft, willen zijn vier beste vrienden de begrafenis bijwonen. Zijn vrienden zijn een ontgoochelde uitgever van weekbladen, een dichter, een boekrecensent en verbitterde verkoper van tweedehands boeken. Hun reis van Greenwich Village naar Brooklyn leidt tot zelfinzicht. Ze zullen uiteindelijk nooit op tijd op de begrafenis aankomen.

## Rolverdeling
| Acteur            | Personage        |
| ----------------- | ---------------- |
| George Segal      | Morroe Rieff     |
| Jack Warden       | Barnet Weinstein |
| Jessica Walter    | Inez Braverman   |
| Godfrey Cambridge | Taxichauffeur    |
| Phyllis Newman    | Myra Mandelbaum  |
| Joseph Wiseman    | Felix Ottensteen |
| Sorrell Booke     | Holly Levine     |
| Zohra Lampert     | Etta Rieff       |
| Alan King         | Rabbijn          |
| Susan Wyler       | Pilar            |
| Leib Lensky       | Bewaker          |